# Lara Pulver
Lara Pulver (Southend-on-Sea, Essex; 1 de septiembre de 1980) es una actriz británica, más conocida por haber interpretado a Erin Watts en la serie Spooks, a Irene Adler en la serie Sherlock y a Clarice Orsini en la serie Da Vinci's Demons.

## Biografía
Lara Pulver, entre 1994 y 1998 estudió arte dramático con la National Youth Music Theatre, "NYMT" donde obtuvo una licenciatura con honores en teatro. En 2000 se graduó de la escuela Doreen Bird College of Performing Arts, donde estudió danza y teatro musical.
En 2007 Lara se casó con el actor Joshua Dallas, sin embargo en diciembre de 2011 Josh reveló que estaban separados y poco después se divorciaron.
Desde 2012 sale con el actor británico Raza Jaffrey, en el 2014 se anunció que la pareja se había comprometido. La pareja finalmente se casó el 27 de diciembre de 2014. En febrero de 2017 la pareja le dio la bienvenida a su primer hijo juntos, Ozias Jaffrey. En septiembre de 2020 anunciaron que estaban esperando a su segundo bebé.

## Carrera
En 2007 fue nominada en la categoría de mejor actriz en un musical de los premios Laurence Oliver por su interpretación de Lucille Frank en la obra de teatro Parade. En 2008 grabó una canción para el CD Act One - Songs from the Musicals of Alexander S. Bermange, un álbum conformado por 20 canciones grabadas por actores de West End. En 2009 hizo su debut en la televisión cuando se unió como personaje recurrente a la tercera temporada de la serie Robin Hood, donde interpretó a la villana, Isabella of Gisborne.
En 2010 apareció como invitada en varios episodios de la tercera temporada de la exitosa serie norteamericana True Blood, donde interpretó a Claudine Crane. Ese mismo año apareció en las películas Language of a Broken Heart, The Special Relationship y Legacy. En abril de 2011 se anunció que Lara se uniría a la décima temporada de la exitosa serie británica Spooks, donde interpretó a la nueva espía Erin Watts hasta el final de la temporada el 23 de octubre de 2011. En 2012 apareció en la serie Sherlock, donde interpretó al personaje canónico Irene Adler. En el episodio Lara hizo un desnudo. En 2013 se unió al elenco principal de la serie Da Vinci's Demons, donde interpretó a Clarice Orsini hasta el final de la serie en 2015. También apareció como invitada en la séptima y última temporada de la serie Skins, donde interpretó a Victoria. En 2014 se unió al elenco de la miniserie Fleming: The Man Who Would Be Bond, donde interpretó a Ann O’Neill. A finales de septiembre de 2015, se anunció que Lara se había unido al elenco de la película Underworld: Next Generation.

## Filmografía

### Series de televisión
| Año             | Serie                              | Personaje            | Notas                   |
| --------------- | ---------------------------------- | -------------------- | ----------------------- |
| 2025            | MobLand                            | Bella                | Principal               |
| 2013-2015       | Da Vinci's Demons                  | Clarice Orsini       | 19 episodios            |
| 2014            | Fleming: The Man Who Would Be Bond | Ann O'Neill          | 4 episodios - miniserie |
| 2012, 2014      | Sherlock                           | Irene Adler          | 2 episodios             |
| 2013            | Skins                              | Victoria             | 2 episodios             |
| 2010-2011, 2012 | True Blood                         | Claudine Crane       | 6 episodios             |
| 2012            | Coming Up                          | Annette              | episodio "Camouflage"   |
| 2011            | Spooks                             | Erin Watts           | 6 episodios             |
| 2009            | Robin Hood                         | Isabella of Gisborne | 8 episodios             |

### Películas
| Año  | Título                     | Personaje  | Notas                                                                                              |
| ---- | -------------------------- | ---------- | -------------------------------------------------------------------------------------------------- |
| 2016 | Underworld: Blood Wars     | Semira     | junto a Kate Beckinsale, Theo James, Bradley James y Charles Dance                                 |
| 2015 | A Patch of Fog             | Lucy       | junto a Stephen Graham, Arsher Ali, Conleth Hill, Ian McElhinney y Paul Kennedy                    |
| 2015 | Spooks: The Greater Good   | Erin Watts | junto a Peter Firth, Kit Harington, Tim McInnerny, Jennifer Ehle, Elyes Gabel y Tuppence Middleton |
| 2014 | Edge of Tomorrow           | Karen Lord | junto a Emily Blunt, Tom Cruise, Bill Paxton, Jeremy Piven, Charlotte Riley y Jonas Armstrong      |
| 2014 | The Riders                 | Irma       | junto a Liam McIntyre, Richard E. Grant, Nigel Havers y Ronan Keating                              |
| 2011 | Language of a Broken Heart | Violet     | junto a Juddy Talt y Julie White                                                                   |
| 2010 | The Special Relationship   | Interna    | junto a Dennis Quaid                                                                               |
| 2010 | Legacy                     | Diane Shaw | junto a Idris Elba y William Hope                                                                  |

### Videojuegos
| Año  | Título                                   | Personaje        | Notas             |
| ---- | ---------------------------------------- | ---------------- | ----------------- |
| 2014 | Game of Thrones: A Telltale Games Series | Elissa Forrester | voz del personaje |

### Teatro
| Año  | Obra                    | Personaje     | Director      | Teatro                       | Notas                                                                     |
| ---- | ----------------------- | ------------- | ------------- | ---------------------------- | ------------------------------------------------------------------------- |
| 2015 | Gypsy                   | Louise        | -             | Chichester Festival Theatre  | junto a Imelda Staunton, Peter Davison, Gemma Sutton y Anita Louise Combe |
| 2012 | Uncle Vanya             | Yelenia       | Jeremy Herrin | Chichester’s Minerva Theatre | junto a Roger Allam, Dervla Kirwan y Timothy West                         |
| 2009 | Parade                  | Lucille Frank | -             | Mark Taper Forum             | junto a T. R. Knight, Brad Anderson y Michael Berresse                    |
| 2007 | Parade                  | Lucille Frank | Rob Ashford   | Donmar Warehouse             | junto a Bertie Carvel y Jayne Wisener                                     |
| 2007 | Into The Woods          | Lucinda       | -             | Royal Opera House            | junto a Gillian Kirkpatrick, Peter Caulfield y Clive Rowe                 |
| 2006 | The Last Fove Years     | Cathy         | -             | Menier Chocolate Factory     | junto a Damian Humbley                                                    |
| -    | Honk!                   | Henrietta     | -             | Royal National Theatre       | -                                                                         |
| -    | Miss Saigon             | -             | -             | -                            | -                                                                         |
| -    | High Society            | -             | -             | -                            | -                                                                         |
| -    | A Chorus Line           | -             | -             | -                            | -                                                                         |
| -    | The Darling Buds of May | -             | -             | -                            | -                                                                         |
| -    | The Boy Friend          | -             | -             | -                            | -                                                                         |
| -    | Gypsy                   | -             | -             | -                            | -                                                                         |
| -    | Chicago                 | -             | -             | -                            | -                                                                         |
| -    | Grease                  | -             | -             | -                            | -                                                                         |
| -    | 42nd Street             | -             | -             | -                            | -                                                                         |
| -    | The Wizard of Oz        | -             | -             | -                            | -                                                                         |

## Premios y nominaciones
| Año  | Categoría                             | Premio                                    | Obra                                | Resultado |
| ---- | ------------------------------------- | ----------------------------------------- | ----------------------------------- | --------- |
| 2008 | Best Actress in a Musical             | Laurence Olivier Award                    | Parade                              | Nominada  |
| 2008 | Best Actress in a Musical             | 'Whatsonstage' Theatregoers Choice Awards | Parade                              | Nominada  |
| 2012 | Mejor actriz película/miniserie       | Premios de la Crítica Televisiva          | Sherlock – "A Scandal in Belgravia" | Nominada  |
| 2016 | Mejor actriz secundaria en un musical | Premio Laurence Olivier                   | Gypsy                               | Ganadora  |